# Drážov
Drážov falu és önkormányzat (obec) Csehország Dél-csehországi kerületének Strakonicei járásában. Területe 12,31 km², lakosainak száma 250 (2008. 12. 31). A falu Strakonicétől mintegy 17 km-re délnyugatra, České Budějovicétől 58 km-re nyugatra, és Prágától 114 km-re délnyugatra fekszik.
A település első írásos említése 1318-ből származik.

## Népesség
A település népessége az elmúlt években az alábbi módon változott:
| Lakosok száma | 1161 | 1237 | 1081 | 651  | 376  | 282  | 245  | 240  | 233  | 226  |
|               | 1869 | 1890 | 1921 | 1950 | 1980 | 2001 | 2017 | 2019 | 2022 | 2024 |